# Ханлъиндже
Ханлъиндже (на турски: Hanlıyenice) е село в община Лалапаша, област Одрин, Турция.

## География
Село Ханлъиндже се намира на разстояние 31 километра от областния център Одрин и на 4 километра от общинския център Лалапаша.

## История
В XIX век Ханлъиндже е българско село в Одринска кааза на Одринския вилает на Османската империя. Според „Етнография на вилаетите Адрианопол, Монастир и Салоника“, издадена в Константинопол в 1878 година и отразяваща статистиката на населението от 1873 година, Ханлъ Енидже (Hanli Enidje) има 50 домакинства  и 36 мюсюлмани и 168 българи.
Според статистиката на професор Любомир Милетич в 1912 година в селото живеят 35 български екзархийски семейства или 161 души.
Българското население на Ханлъиндже се изселва след Междусъюзническата война в 1913 година.